# Carl Gustaf Pilo
Carl Gustaf Pilo (Nyköping, 5 de marzo de 1711-Estocolmo, 2 de marzo de 1793) fue un pintor sueco. Vivió y trabajó durante bastante tiempo en Dinamarca, donde fue pintor de la corte danesa y profesor y director de la Real Academia de Arte Danesa (Det Kongelige Danske Kunstakademi).

## Biografía

### Primeros años
Nació en la granja Göksäter en Runtuna Parish, cerca de Nyköping, Södermanland, hijo del pintor Olof Pilo (Pijhlou) y Beata Jönsdotter Sahlstedt. Probablemente recibió su primera formación a partir de 1723 de su padre, que trabajaba como pintor decorativo en el palacio de Drottningholm y en Estocolmo. Convertido en aprendiz en 1731, Pilo comenzó como pintor de oficio. 
Según Anton Friedrich Büsching (1754) Pilo viajó a Viena a través de Alemania en 1734-1736, lo que sin embargo se contradice con Thure Wennberg (1794), que insiste en que Pilo nunca viajó fuera de Escandinavia, sino que era un estudiante de la recién creada Academia de Dibujo Sueca. Probablemente trabajó como pintor de artesanía entre 1733 y 1738. 
Entre 1738-1741 vivió en Skåne, donde trabajó como pintor para dos familias nobles, los Lewenhaupt y la familia del barón Malte Ramel. En esta época empieza a destacar como retratista, destacando un gran retrato de familia para la condesa viuda Lewenhaupt. 

### Estancia en Dinamarca

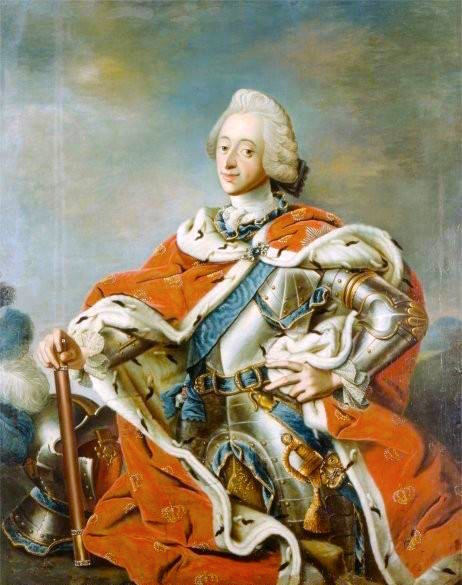
Retrato del rey Federico V de Dinamarca, Altona Museum, Hamburgo.

En 1741 Pilo se instala en Copenhague. Traía consigo una carta de recomendación de Charlotte Amélie Dorothée Desmarez, institutriz en el domicilio Ramel y su futura esposa, a su cuñado C.G. Almer, profesor de lengua en la Academia Nacional de Cadetes (Landkadetakademiet) de Copenhague. Así, comienza a trabajar como profesor de dibujo en la Academia el 4 de abril de 1741, enseñando a los hijos de la nobleza danesa, los pajes y cadetes reales. Se convierte además en protegido del almirante conde Danneskjöld.
Continúa su carrera como retratista, recibiendo elogiosas críticas por el retrato de la princesa Luisa de Inglaterra, la esposa del futuro Federico V. Asimismo, realiza el retrato del centenario Christen Jacobsen Drakenberg en 1742, a la aclamada edad de 116 años, y otro de Christian Lerche en 1743. 
Pronto amplió sus funciones en la Academia, cuando el 28 de junio de 1745 se convierte en supervisor de la enseñanza de dibujo, y comienza a hacer retratos del rey Cristián VI.
En los años 1745-1747 comienza a introducir en su obra el estilo rococó, como se ve en sus retratos de Sophie Dorothea Danneskjöld-Samsøe y A. G. Moltke.

### Éxito en la corte

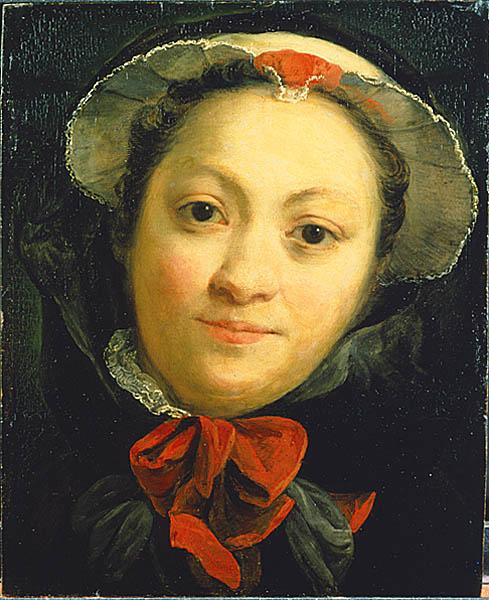
Retrato de Charlotta Pilo, nacida Desmarez, la mujer del artista. Museo Nacional de Estocolmo.

En 1747 es nombrado pintor de la corte real para el recientemente coronado rey Federico V, cuyas funciones incluyen también la supervisión y la restauración de las pinturas en las residencias reales. Asimismo, en 1748 es nombrado profesor de la Academia de Dibujo y Pintura (Tegne-og Malerakademiet), predecesora de la Real Academia Danesa de Arte (Det Kongelige Danske Kunstakademi), siendo supervisado por el arquitecto real, Nicolai Eigtved (también conocido como Niels Eigtved).
A finales del verano de 1748 se trasladó la Academia al piso por encima de los establos del Príncipe en el castillo de Christiansborg, donde tenía Eigtved sus oficinas, el cual se convierte en el primer Director de la Academia en 1751. Pilo y Charlotte Desmarez se casan el 5 de enero de 1750 en Maltesholm. En 1751 Pilo pinta un retrato completo de la figura del rey, Federico V en traje de coronación, que se encuentra en la colección de la Galería Nacional Danesa (Statens Museum Kunst).
El 30 de marzo de 1754 la Academia se traslada de nuevo al palacio de Charlottenborg, y se convierte en la Real Academia Danesa de Arte. Pilo da el discurso de bienvenida al rey Federico V. Eigtved fue retirado de la posición de director a los pocos días, pasando el puesto a un francés, Jacques Saly. Pilo se convierte en miembro de la Academia ese mismo año.
Alrededor de 1757 el neoclasicismo comienza a sustituir al rococó como el estilo más popular, y sus obras se vuelven más románticas y dramáticas, con especial atención a los efectos de luz y sombra, y prestando más atención a los modelos que representa. Otra fuente de inspiración para su cambio de estilo fue la posibilidad de estudiar de primera mano las obras de Rembrandt y otros grandes maestros holandeses del siglo XVII, obras que en esos años fueron coleccionadas por Moltke y la colección real de pintura. Pilo también se inspira en el pintor francés Louis Tocqué, que visita Dinamarca en 1758-1759.
Pilo fue instructor de dibujo para el príncipe Cristián en 1759. Alrededor de 1760 hace los retratos de A. G. Moltke, su esposa, y Anna Margrethe Juel, que anuncian la llegada del estilo Luis XVI a Dinamarca. En 1759 se convierte en miembro de la Academia de Bellas Artes de Augsburgo, y en 1770 de la Academia de Bellas Artes de San Petersburgo. En 1769 realiza una exposición en Charlottenborg.
La corte real produjo una gran demanda en la productividad de Pilo en los años 1748-1767, comprando más de 50 retratos del rey Federico V. En 1771 Pilo sucede a Jacques Saly en la dirección de la Academia, y trabaja para dar a la Academia el patronazgo del príncipe Federico, el cual le otorga un título honorífico en 1772.

### Pierde su posición
Pilo prosperó en la corte danesa hasta que hubo una reacción contra los extranjeros en 1771-1772, después de la expulsión del alemán Struensee de la Corte Real danesa, y del golpe de Estado del rey sueco Gustavo III, que puso a los daneses contra Suecia.
El 31 de agosto de 1772 Pilo recibió la recién creada Cruz de los Caballeros de la Orden de Vasa por un emisario sueco del rey Gustavo III, que exige a Pilo prestar un juramento de lealtad a Suecia , su tierra de nacimiento. Esto se consideró inaceptable para alguien al servicio del rey de Dinamarca, y las intrigas en torno a la figura del rey le cuestan su posición.
El 10 de septiembre le encarga el príncipe Federico viajar durante dos días a Schleswig para pintar un retrato de tamaño natural de la hermana del rey, Luisa de Dinamarca, su esposo el conde Carlos de Hesse-Kassel, y sus hijos. Pilo rechazó la asignación el mismo día, y pidió que tomara su dimisión, que fue aceptada el 17 de septiembre. Así ponía fin a una carrera de más de 30 años de servicio a la corona danesa.
El 21 de septiembre recibe la orden de abandonar el país dentro de un mes como máximo. Pilo consideró que fue injuriado en la corte por Ove Høegh-Guldberg, una figura central en la toma de decisiones en la corte en ese momento, así como por Peder Als y el secretario del Gabinete Andreas Schumacher. Als había sido uno de los mejores estudiantes de Pilo, pero su crítica de los artistas extranjeros dentro de la Academia no solo ayudó a conducir a la caída de Pilo, sino a la desaparición de los múltiples artistas franceses en la Academia en los años posteriores a 1770.

### Retorno a Suecia

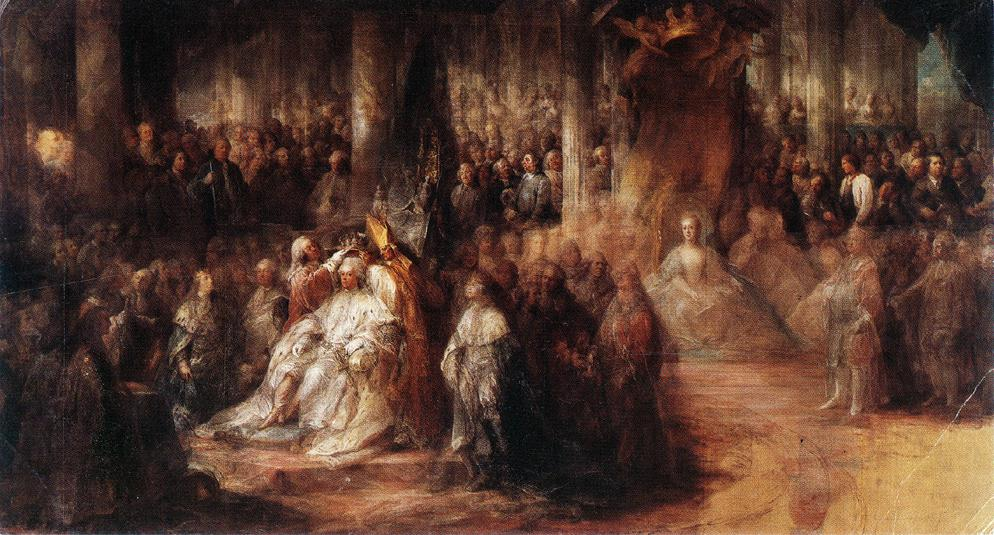
Coronación de Gustavo III, Museo Nacional de Estocolmo.

Pilo deja Dinamarca el 10 de octubre, y llega a Estocolmo en noviembre, después de haber visitado la familia en Ramel en Skåne. Se presenta ante la corte sueca, pero no obtiene ningún encargo.
Se convierte en miembro honorario de la Academia de Arte Sueca en 1773, y recibe la Orden de Vasa en 1784. Viajó entre Skåne y Estocolmo durante 1772-1775, hasta asentarse en la ciudad de su infancia, Nyköping, en 1775. Gustavo III le llama para que pinte su coronación; Pilo trató de rehusar, porque no había estado en la ceremonia, y porque nunca había pintado un retrato de grupo. Pero el rey no aceptaba un no por respuesta; quería algo a la altura del retrato de David Klöcker Ehrenstrahl, en Drottningholm, de la coronación de Carlos XI, y quería a Pilo para hacerlo.
Pilo fue nombrado director de la Academia Sueca en 1777, pero no tomó posesión de su cargo hasta 1780, cuando recibió un apartamento en Estocolmo como parte de su cargo en la Academia. Vivió sus últimos años didicado a la Academia y a la que sería su obra maestra, La coronación de Gustavo III, en la que trabajó hasta el final de su vida. Murió en Estocolmo el 2 de marzo de 1793, siendo enterrado en la iglesia de Santa Clara.